# Urumi
L'urumi (en malayalam : uṟumi ; en singhalais : ethunu kaduwa ; en hindi : āra) est une épée avec une lame flexible en forme de fouet, originaire de la région moderne du Kerala dans le sous-continent indien.
Il est utilisé comme un fouet en acier et nécessite donc autant de connaissances en maniement du fouet que de l'épée. Pour cette raison, l'urumi est toujours enseigné en dernier dans les arts martiaux indiens comme le kalarippayatt.
Le mot urumi est utilisé pour désigner l'arme en malayalam. Au Kerala, on l'appelle aussi chuttuval, des mots malayalam pour « enrouler » ou « tourner » (chuttu) et « épée » (val). Alternativement, les noms tamoul de l'arme sont surul katti (couteau enroulé), surul val (épée enroulée) et surul pattakatti (machette enroulée).

## Forme
La poignée de l'urumi est faite de fer ou de laiton et est identique à celle du talwar, avec une garde en croix, un fin gantelet y est souvent ajouté. La poignée typique est appelée « poignée de disque » à cause de la bride proéminente en forme de disque entourant le pommeau. Le pommeau a souvent une courte saillie décorative en forme de pointe dépassant de son centre. La lame est fabriquée à partir d'acier tranchant flexible mesurant près de deux centimètres de largeur. Idéalement, la longueur de la lame devait être la même que l'envergure des bras du porteur, entre 1,2 et 1,5 mètre. Plusieurs lames sont souvent attachées à une seule garde. La variante sri-lankaise peut avoir jusqu'à trente-deux lames et se manie généralement en double, une dans chaque main, soit soixante-quatre lames.

## Usage

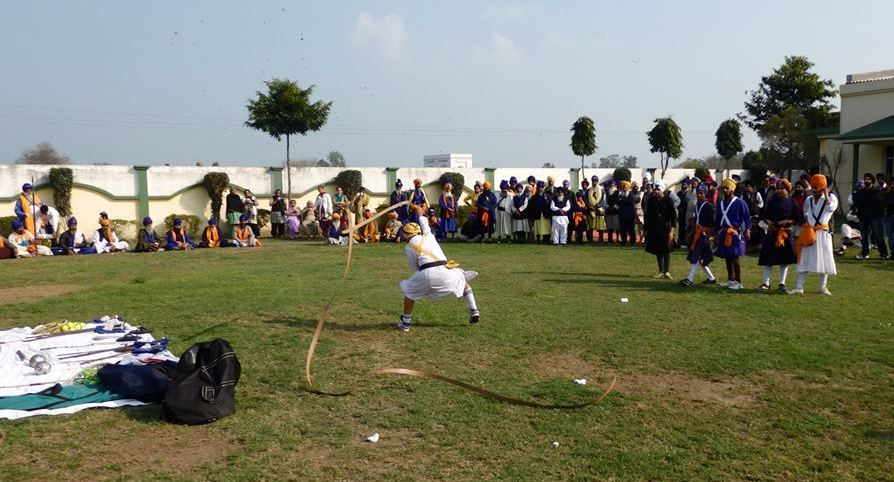
Praticien de Gatka donnant une démonstration d'urumi.

L'urumi se manie comme un fléau mais demande moins de force puisque la lame combinée à la force centrifuge suffit à infliger des blessures. Comme pour les autres armes « douces », les porteurs d'urumi apprennent à suivre et à contrôler l'élan de la lame à chaque coup, ainsi les techniques incluent des rotations et des manœuvres agiles. Ces rotations de longue portée rendent l'arme particulièrement bien adaptée pour lutter contre plusieurs adversaires. Lorsqu'il n'est pas utilisé, l'urumi est porté enroulé autour de la taille comme une ceinture, avec la poignée sur le côté du porteur comme une épée conventionnelle.

## Héritage
Un peptide trouvé dans le mucus d'une grenouille du sud de l'Inde est nommé urumine. Ce nom est inspiré de l'urumi, puisque l'urumine est une classe d'antiviraux utilisé contre le virus de la grippe H1N1, .